# Macaco-de-cheiro-comum
O macaco-de-cheiro-comum (Saimiri sciureus L.) é uma espécie de pequeno macaco diurno, medindo cerca de 30 cm de comprimento, natural da região amazônica. Tais macacos possuem as partes superiores cinza-oliváceas, com o alto da cabeça negro ou cinza, focinho negro e região ao redor dos olhos branca.

## Outros nomes, grafias e etimologia
A espécie também é conhecida por boca-preta, jurupari e jurupixuna. "Boca-preta" é uma alusão ao focinho negro típico da espécie. "Jurupari" é de origem tupi. "Jurupixuna" vem da junção dos termos tupis yu'ru ("boca") e pi'xuna ("preta").

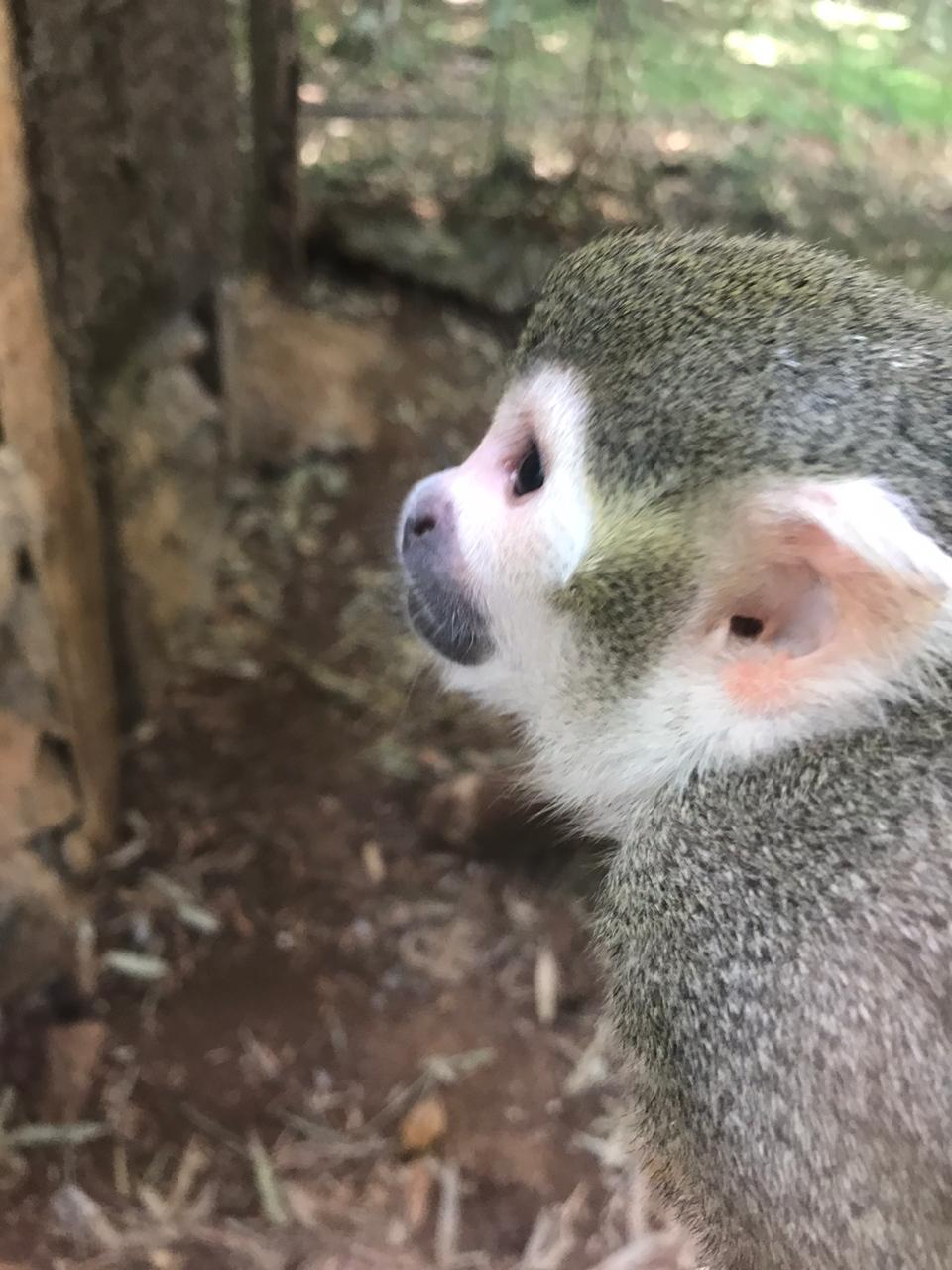
Saimiri sciureus no zoológico de gramado (GramadoZoo)

## Localização
O macaco-de-cheiro pode ser encontrado na Bolívia, Brasil, Colômbia, Equador, Guiana Francesa, Guiana, Peru, Suriname, Paraguai e a Venezuela; uma população pequena foi introduzida no sudoeste da Flórida. O macaco-de-cheiro prefere viver em coberturas de altura média em relação ao solo, mas ocasionalmente irá ao chão ou subirá em alturas maiores. Eles gostam de vegetação que fornece boa cobertura de aves de rapina e de florestas tropicais, savanas, manguezais e marismas.

## Dieta
O macaco-de-cheiro é considerado  frugívoro e insetívoro, preferindo bagas. Também procura por moluscos e pequenos vertebrados. Obtêm a maioria da água nos alimentos e também obterão água em buracos de árvores e poças no solo. Quando há escassez de frutos, o macaco-de-cheiro beberá néctar.

## Social
Os jovens são cuidados por outras fêmeas além da mãe, mas não por quaisquer machos. As interações sociais são centradas ao redor de um grupo de fêmeas dominantes. O macaco-de-cheiro dá à luz uma descendência única. Os filhotes podem subir desde nascença, então a mãe está exercendo menos esforço do que outros macacos.
Os grupos de macaco-de-cheiro são subdivididos em adulto, mãe-infantil e jovens. As fêmeas junto com sua cria formam o centro do grupo. Os machos se misturam com as fêmeas só durante os meses de acasalamento.

## Hábitos
O macaco-de-cheiro tem hábitos diurnos. Articula gritos altos na presença de perigo. É arborícola, mas, às vezes, desce ao solo. Bandos podem chegar a 12–100 indivíduos, mas, ocasionalmente, chegam a 500.

## Condição de Preservação

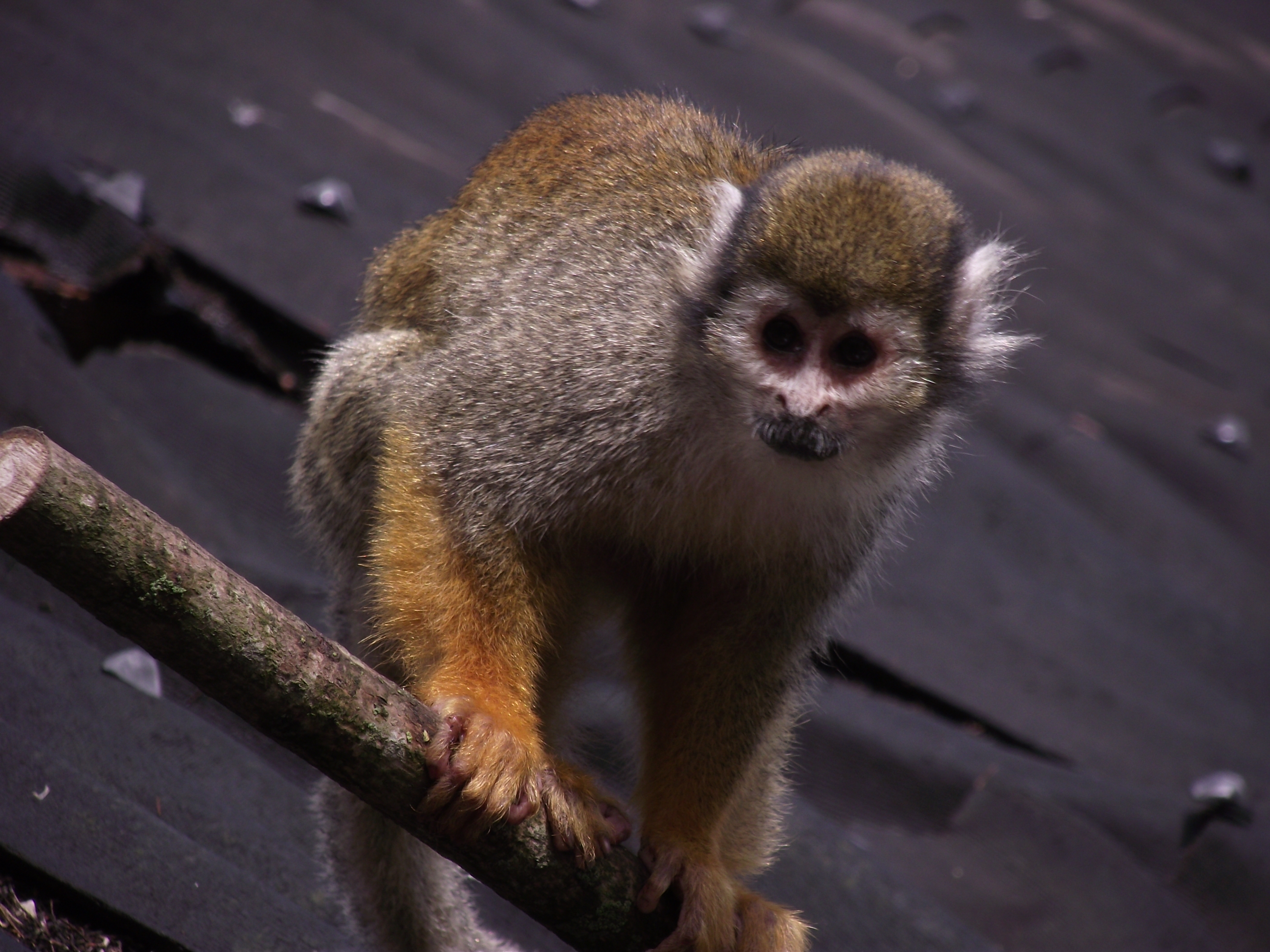
Saimiri sciureus, Pairi Daiza, Bélgica

O macaco-de-cheiro é avaliado como "pouco preocupante" pelo União Internacional para a Conservação da Natureza e dos Recursos Naturais em uma perspectiva de conservação. Contudo, o macaco-de-cheiro está entre os muitos animais de floresta tropical cuja condição pode ser prejudicada pelo desmatamento. A espécie também é capturada extensivamente para o comércio como animal de estimação e para a pesquisa médica.

## Subespécies
Existem quatro subespécies de Saimiri sciureus:
- Saimiri sciureus sciureus
- Saimiri sciureus albigena
- Saimiri sciureus cassiquiarensis
- Saimiri sciureus macrodon